# Yaguarán (apellido)
Yaguarán es un apellido de origen americano poco común, que surge como la evolución de palabras de nativos americanos que habitaban en zonas del oriente de Venezuela hasta zonas aledañas al río Orinoco en Venezuela. El cronista, escritor e investigador de Barcelona(Venezuela),Salomón de Lima en su libro titulado "Lengua Cumanagoto", en la primera página afirma que el apellido significa: Reina del Amor., el apellido guarda relación y similitud escrita aunque no etimológicamente con otras palabras de origen nativo suramericano,como el nombre del municipio colombiano del departamento del Huila Yaguará, que significaría en alguna lengua Caribe,"Campo Sangriento", también el apellido guarda similitud escrita con el nombre de la ciudad paraguaya Yaguarón, que en un principio se llamaba Jaguarú y que en la mitología guaraní sería Jaguar enorme, que habitaba en la región. También es conocido con el nombre Yaguarón al curso de agua que separa Uruguay del Brasil.